# Nyestcápafélék

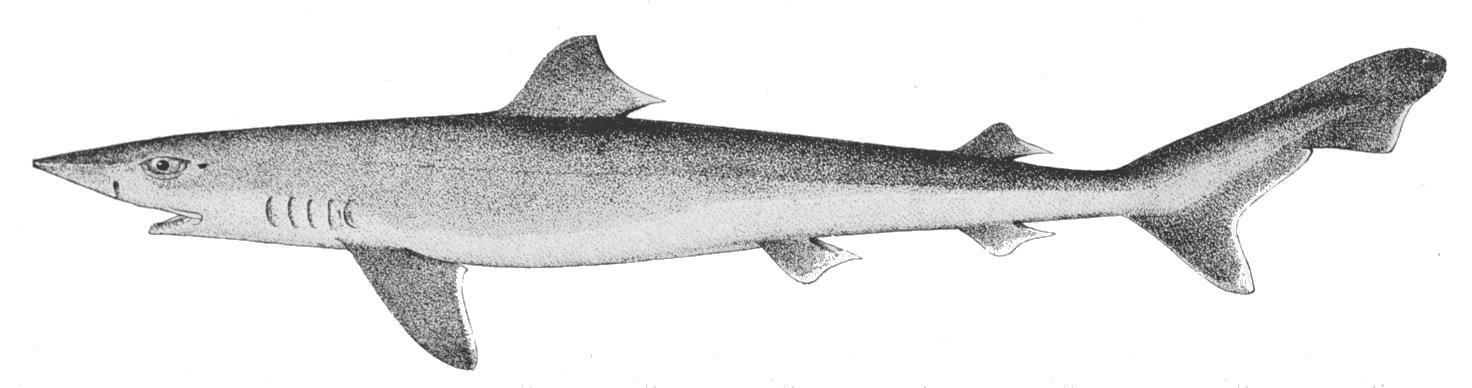
Galeorhinus galeus

A nyestcápafélék (Triakidae) családja a porcos halak (Chondrichthyes) osztályában a kékcápaalakúak (Carcharhiniformes) rendjébe tartozik. 2 alcsalád, 4 nemzetség, 9 nem és 36 faj tartozik a családhoz.

## Rendszerezés
A családhoz az alábbi nemek és fajok tartoznak.

### Triakinaealcsalád
- Scylliogaleini – nemzetséghez 1 nem tartozik
  - Scylliogaleus (Boulenger, 1902) – 1 faj
    - Scylliogaleus quecketti
- Triakini – nemzetséghez 2 nem tartozik
  - Mustelus Linck, 1790 – 28 faj
  - Triakis (Müller & Henle, 1838) – 5 faj 
    - Triakis acutipinna
    - Triakis maculata
    - Triakis megalopterus
    - Triakis scyllium
    - leopárdcápa (Triakis semifasciata)

### Galeorhininaealcsalád
- Galeorhinini – nemzetséghez 2 nem tartozik
  - Galeorhinus (Blainville, 1816) – 1 faj
    - közönséges kutyacápa (Galeorhinus galeus)

  - Hypogaleus (Smith, 1957) – 1 faj
    - Hypogaleus hyugaensis
- Iagini – nemzetséghez 4 nem tartozik 
  - Gogolia (Compagno, 1973) – 1 faj
    - Gogolia filewoodi

  - Hemitriakis (Herre, 1923) – 2 faj
    - Hemitriakis japanica
    - Hemitriakis leucoperiptera

  - Furgaleus (Whitley, 1951) – 1 faj
    - Furgaleus macki

  - Iago (Compagno & Springer, 1971) – 2 faj
    - Iago garricki
    - Iago omanensis